# TOPLESS
『TOPLESS』（トップレス）は、2008年6月に公開された日本映画。内田英治が脚本、監督を手がけた「女の子が大好きな女の子の物語」をリアルなタッチで描いたガールズムービー。

## 作品解説
女性誌『からだ系Coidas』「渡辺プリンの女の子大好き」やウェブサイト『プリンのレズビアン放浪記』などでレズビアンを真正面から取り上げてきた渡辺プリンの原案を、『ガチャポン』『しあわせなら手をたたこう』で若者たちを描いてきた内田英治が映像化。「恋に“性別”なんてあるの？」のキャッチコピーが物語るように、侮蔑や笑いの対象ではないリアルなレズビアンを描いた作品となっている。
出演は、レズビアンでありながら自由奔放に生きる主人公に、『蕨野行』で山路ふみ子映画賞新人女優賞を受賞した清水美那。その恋人役に、CMやPVの女王として、また女優としても『三年身籠る』『東京ゾンビ』で注目を集めた奥田恵梨華。

## ストーリー
大の「女好き」を自認し自由気ままに生きる女子大生の夏子は、ある日失恋してしまう。寂しさを紛らわすため、その日から手当たり次第にナンパを始める夏子。一方、彼女の恋人だった朋美は生まれて初めて男の恋人を作る。自由奔放な夏子と違い、保守的で繊細な朋美は傷つかずに生きていく手段として「結婚」という道を選んだのだ。そんな中、夏子の前に一人の女子高生カナが現れる。幼い頃に恋人と駆け落ちしたレズビアンの母を探すため上京してきたのだ。レズビアンを憎むカナ。レズビアンであることを隠し通す朋美。レズビアンであることを受け止めて生きる夏子。それぞれ傷つきながらも、漠然とした未来へと前進していく。

## 沿革
- 2008年6月7日、渋谷ユーロスペースにて公開。
- 公開初日には、内田監督、清水美那、坂本爽が舞台挨拶を行った。（奥田恵梨華、河合龍之介の挨拶もビデオで流された。）
- 2008年9月27日、大阪シネ・ヌーヴォXにて公開。
- 2009年1月24日、第4回関西クィアフィルムフェスティバルにて上映。（内田監督、清水美那によるトークショーが行われた。）
- 2009年10月11日、第5回香川レインボー映画祭にて上映。

## キャスト
- 夏子 - 清水美那
- 朋美 - 奥田恵梨華
- カナ - 大政絢
- 光司 - 坂本爽
- 健太 - 河合龍之介
- 紀子 - 葉子(HAKO)
- 美代 - 小林沙世子

## スタッフ
- 監督・脚本 - 内田英治
- 原案 - 渡辺プリン
- プロデューサー - 萩尾裕茂、片桐剛
- 撮影監督 - 百束尚浩
- 録音 - 野際赳
- ヘアメイク - 大西有紀
- スタイリスト - 井関かおり
- 助監督 - 須藤洋子
- スチール - AZUSA